# 十勝平原服務區
十勝平原SA（平假名：とかちへいげんサービスエリア）是位於北海道河西郡芽室町的道東自動車道之SA。由東日本高速道路管理。

## 連接道路
- 道東自動車道

## 历史
- 1995年10月30日 - 道東自動車道十勝清水IC至池田IC開通，服務站開始啟用。
- 2009年 - 成為無人看守之服務站。

## SA設施

### 上行線（千歲惠庭方向）
- 停車場
  - 小型車：10台
  - 大型車：7台
  - 有殘疾人士車位
- 廁所
  - 男士 大型2（和式1、西式1）、小型5
  - 女士 7（和式2、西式5）
    -       - 與男童共用 1

  - 輪椅人士專用 1
- 自動售賣機
- Dog run[1]

### 下行線（旭川、士別劍淵方向）
- 停車場
  - 小型車：10台
  - 大型車：7台
  - 有殘疾人士車位
- 廁所
  - 男士 大型2（和式1、西式1）、小型5
  - 女士 7（和式2、西式5）
    -       - 與男童共用 1

  - 輪椅人士專用 1
- 自動售賣機
- Dog run

## 鄰近設施
道東自動車道
(7)十勝清水IC - 十勝平原SA - (8)芽室IC

## 相關項目
- 日本服務區與休息區一覽

## 外部連結
- 東日本高速道路株式會社（页面存档备份，存于）
  - e-NEXCO服務區與休息區情報
- 北海道開發局（页面存档备份，存于）
- 芽室町（页面存档备份，存于）